# 지크 존스
지크 존스(영어: Zeke Jones)로 알려진 래리 리 존스(영어: Larry Lee Jones)는 1966년 12월 2일~)는 미국의 레슬링 선수, 지도자이다. 1992년 하계 올림픽에서 남자 자유형 플라이급 은메달을 획득했으며 세계 선수권 대회에서 금메달 1개, 동메달 1개를 획득했다.